# Archilochus
Az Archilochus a madarak (Aves) osztályának sarlósfecske-alakúak (Apodiformes) rendjébe, ezen belül a kolibrifélék (Trochilidae) családjába tartozó nem.

## Rendszerezésük
A nemet Heinrich Gottlieb Ludwig Reichenbach német botanikus és ornitológus írta le 1854-ben, az alábbi 2 faj tartozik ide:
- tüzestorkú kolibri (Archilochus colubris)
- feketetorkú kolibri (Archilochus alexandri)

## További információ
- Képek az interneten a nembe tartozó fajokról